# Erika Muniz
Erika Muniz (Rio de Janeiro, 31 de Janeiro de 1981) é uma cantora lírica brasileira. Bacharel em Canto pela UFRJ, Erika se enquadra como Soprano no espectro das extensões vocais, bem como Montserrat Caballé e outras cantoras do gênero. Sua tessitura está entre lá 3 e dó 5.

## Origens
Nascida em uma típica família da classe trabalhadora da comunidade da Marlene, no Rio de Janeiro, desde sempre teve a obstinação como traço marcante de sua personalidade. O cenário de recessão econômica da década de 1980 trouxe severas restrições à base da pirâmide social, impondo à musicista uma infância de dificuldades e superação. De família protestante, teve os primeiros contatos com a música clássica na Igreja Batista, influência notada no seu trabalho até hoje. Nesta fase, desenvolveu a musicalidade a partir do piano, utilizando o instrumento da igreja, uma vez que não era possível ter um piano pessoal, passando também pelo clarinete.  Apesar das dificuldades, a semente da música estava plantada.

### Juventude
Egressa do tradicional Colégio Pedro II, Erika fora profundamente influenciada pela política de formação pela excelência da instituição. Sua voz começou a ganhar evidência nas aulas de coro da escola, e ela então começa a estudar canto com a professora Sônia Dumont, como bolsista durante 4 anos. Nesta época, percebeu que seus horizontes estavam além daquilo que a realidade da sua vizinhança e suas condições materiais lhe ofereciam; como prova, optou pelo curso de Licenciatura em Educação Artística e Música da Universidade Federal do Rio de Janeiro em 2002, um dos vestibulares mais concorridos da área no país.
O distanciamento entre a música erudita e o contexto social onde a cantora se inseria criou um novo desafio: quebrar o paradigma de que a música clássica não dialoga com as massas. Reeducar a percepção de amigos e familiares para as nuances mais suaves das peças de compositores como Bach levou tempo, mas colheu resultados significativos.Como a carreira de cantora ganhava formas cada vez mais definitivas, em 2004 Erika transferiu-se da Licenciatura em Educação Artística para o Bacharelado em Canto da mesma Universidade.

### Orquestra Sinfônica do Estado de São Paulo
No início de 2008,Erika fora aprovada na Audição para o Coro da Orquestra Sinfônica do Estado de São Paulo passando a compor o naipe de sopranos da companhia. Como solista destacam-se as participações em montagens como Sonhos de uma Noite de Verão, Porgy and Bess de George Gershwin, excursionando por todo o Brasil. 

### Docência
Paralelamente à carreira de cantora, a artista se dedica à docência de canto lírico e à preparação vocal de coros.